# Колендзян, Иван Лукич
Иван Лукич Колендзян вариант имени: Николай Лось-Колендзян (1877 — ?) — учитель, депутат Государственной думы II созыва от некоренного населения Сыр-Дарьинской области.

## Биография
По национальности украинец («малоросс»). По происхождению крестьянин деревни Приворошье Подольской губернии. Учился в Подольской духовной семинарии, но оттуда его исключили. Служил вольноопределяющимся в 74-м пехотном Ставропольском полку и 7-м стрелковом Туркестанском батальоне. Не был  допущен  к экзамену на чин прапорщика. Позднее был воспитателем в Туркестанском ремесленном училище. С 1903 учитель Аулие-Атинского городского училища. Сотрудничал с Туркестанской прессой под псевдонимом "Перебендя".
27 февраля 1907 избран во Государственную думу II созыва от некоренного населения Сыр-Дарьинской области . Вошёл в состав Трудовой группы и фракции Крестьянского союза. Член бюро Украинской громады. Состоял в думской Комиссии по народному образованию. Участвовал в прениях по законопроекту об обложении десятичным сбором богарных земель в Туркестанском крае. Критиковал систему так называемого военно-народного управления, существовавшую в Туркестанском крае, предлагал заменить её земством.
Дальнейшая судьба и дата смерти неизвестны.

## Семья
- Брат ? — Марк Лукич Колендзян (1880, Подольская губ. — ?) был арестован в 1928 г. в Киргизии[4].

### Рекомендованные источники
- Котляр П., Вайс М. Как проходили выборы в Туркестане. Ташкент, 1947.
- Российский государственный историческ4ий архив]. Фонд 1278. Опись 1 (2-й созыв). Дело 201; Дело 629. Лист 35.